# Adyen
Adyen es una empresa de pagos holandesa que permite que empresas acepten pagos por e-commerce, dispositivos móviles y puntos de venta. Está cotizada en la Bolsa de Valores Euronext.
Adyen oferta a los comerciantes servicios en línea para aceptar pagos electrónicos por métodos de pago, incluyendo tarjetas de crédito, pagos bancarios, como tarjetas de débito, transferencia bancaria y transferencias bancarias en tiempo real, con base en servicios bancarios en línea. La plataforma de pago en línea de Adyen se conecta a métodos de pago en todo el mundo. Los métodos de pago incluyen tarjetas de crédito internacionales, métodos basados en dinero local, como Boleto en Brasil, métodos de banco por la Internet, como ideal en Holanda y métodos de pago móvil, como Blik en Polonia. La plataforma de tecnología actúa como un gateway de pago, proveedor de servicios de pago y oferta gestión de riesgo y adquisición local.

## Historia
Adyen fue fundada en 2006 por un equipo de profesionales de la industria de pagos (el equipo principal de gestión viene de Bibit y trabaja junto hay casi doce años), incluyendo Pieter van der Does y Arnout Schuijff, ahora CEO y CTO, respectivamente. Con sede en Ámsterdam, la empresa emplea cerca de 2000 personas en oficinas en 23 países.
El nombre Adyen significa 'comenzar de nuevo' en Sranan Tongo. Esta es una referencia a este ser el segundo proyecto de los fundadores, tras el Bibit.
En 2012, la empresa comenzó a expandirse globalmente, abriendo sus oficinas en São Paulo, Son Francisco, París y Londres. El mismo año, obtuvo la licencia de adquisición pan-europea.
En 2015, Adyen alcanzó una evaluación de US $ 2,3 mil millones, haciéndose el sexto mayor unicórnio europeo.
En 2016, obtuvo licencia de adquisición en Brasil por medio de patrocinio de BIN. El mismo año, la empresa quedó en 10º lugar en la lista Forbes Cloud 100.
En 2017, la empresa quedó en 5º lugar en la lista Forbes Cloud 100.
En abril de 2017, la empresa obtuvo una licencia bancaria europea, lo que le confiere el estatuto de banco adquirente. El mismo año, obtuvo licencias de adquisición en Cingapura, Hong Kong, Australia y Nueva Zelanda.
En 24 de mayo de 2018, Adyen anunció que hará la empresa pública listando acciones públicamente en Ámsterdam. El IPO ocurrió en 13 de junio de 2018.
En 2019, Adyen abrió nuevas oficinas en Tokio y Mumbai y expandió su oferta de pago en África. El mismo año, lanzó Adyen Issuing, una empresa de emisión de tarjetas virtuales y físicos para complementar los servicios de pagos a los establecimientos.
En 2020, un año desafiador en todo el mundo debido a la pandemia COVID-19, el negocio se benefició de una digitalización acelerada del comercio electrónico global en el segmento de varejo on-line, que compensó los volúmenes decrecientes de viajes en las empresas. Además de eso, el mismo año, lanzó dispositivos POS móviles Android en todo el mundo. Además de eso, abrió una nueva oficina en Dubái, ampliando su oferta en Oriente Medio.

## Crecimiento
Adyen es lucrativa desde 2011. Sus ganancias aumentaron de $ 46 millones en 2015 para $ 87 millones en 2016.
Su receta bruta creció 99% en 2016, para US$ 727 millones.
En diciembre de 2014, Adyen anunció una ronda de financiación de US$ 250 millones liderada por la empresa de growth equity General Atlantic, junto con los inversores existentes Temasek Holdings, Index Ventures y Felicis Ventures.
En 2016, el negocio vio el volumen de transacciones aumentar para $ 90 mil millones, por encima de los $ 50 mil millones en 2015.
En 2017, Adyen alcanzó un marco al ultrapasar los 100 mil millones de euros en volumen procesado.
En 31 de enero de 2018, eBay anunció que había firmado un contrato con Adyen para hacerse su principal compañero de procesamiento de pagos. La transición para la intermediación total de pagos llevará varios años. eBay comenzará la intermediación en pequeña escala en América del Norte a partir del segundo semestre de 2018, expandiendo en 2019 en los términos del acuerdo operacional con el PayPal. En 2021, el eBay espera haber transferido la mayoría de sus clientes del mercado para Adyen.
En 2019, la empresa procesó un total de EUR 240 mil millones, un aumento del 51% año a año, y alcanzó una receta líquida de EUR 497 millones.
En 2020, durante la pandemia COVID-19, Adyen procesó un total de 303 mil millones de euros, un aumento del 27% año a año, con una receta líquida de 684 millones de euros, un aumento del 28% año a año.